# Kesselsumpf
Der Kesselsumpf ist ein kleiner See in einem Erdfall etwa 2,7 km nordwestlich von Herzberg am Harz im Landkreis Göttingen in Niedersachsen. Der See hat etwa 60 m Durchmesser und liegt in dem Waldgebiet Lüderholz innerhalb eines Landschaftsschutzgebietes. Der zu- und abflusslose See liegt am Karstwanderweg und ist von zahlreichen kleineren Erdfällen umgeben.